# گرینویل، سالیون شهرستان، ایندیانا
گرینویل (به انگلیسی: Greenville) یک منطقهٔ مسکونی در ایالات متحده آمریکا است که در Cass Township واقع شده‌است. گرینویل ۱۵۷ متر بالاتر از سطح دریا واقع شده‌است.